# ネイティヴ・アメリカン (アルバム)
『ネイティヴ・アメリカン』（原題：Music for the Native Americans）は、カナダのロック・ミュージシャン、ロビー・ロバートソンが1994年にロビー・ロバートソン&ザ・レッド・ロード・アンサンブル名義で発表したアルバム。アメリカのTBSが1994年10月10日より放映を開始したドキュメンタリー番組のシリーズ「The Native Americans」のサウンドトラックで、ロバートソンのキャピトル・レコード移籍第1弾アルバムに当たる。

## 背景
ロバートソンはモホーク族の血を引いており、以前からアメリカ先住民の音楽を探求するプロジェクトを望み、キャピトルの社長ゲイリー・ガーシュに提案したところ、ガーシュも「今がその時だ」と答えて本作の制作に至った。ロバートソンは『フィラデルフィア・インクワイアラー』紙によるインタビューにおいて、本作の音楽性を「私の仕事は、アメリカ先住民の音楽を研究家の観点で収集することではない。50年や100年前の音楽の真似なんかできないよ。現在生み出されている伝統音楽をやってほしかったのさ」と説明している。
チェロキー族の血を引くリタ・クーリッジや、ファースト・ネーションのデュオKashtin等がフィーチャリング・アーティストとして起用された。また、「バニシング・ブリード」にはダグラス・スポッテッド・イーグルが参加しており、ロバートソンは彼について「彼のフルートの音には本当に感動するよ。まるでマイルス・デイヴィスだ。でも、彼は熟達した技術者でもあり、現代的な装備をもたらしてくれた。シンセサイザーとかシーケンサーとか」と語っている。

## 反響・評価
スウェーデンでは1994年10月7日付のアルバム・チャートで初登場24位となり、翌週には23位を記録して、合計6週トップ50入りした。ニュージーランドでは1994年12月18日付のアルバム・チャートで50位を記録。アメリカのBillboard 200では149位に達し、ロバートソンのソロ転向後のアルバムとしては初めてトップ100入りを逃す結果となった。
カナダのジュノー賞では、本作によってロバートソンが年間最優秀プロデューサー賞を受賞した。
Stephen Thomas Erlewineはオールミュージックにおいて5点満点中3点を付け「サウンドトラックとはいえ、ロバートソンの最も挑戦的かつ複雑な音楽も幾分内包している」と評している。

## 収録曲
1. コヨーテ・ダンス "Coyote Dance" (Dave Pickell, Jim Wilson) – 4:07
2. 静なる鼓動 "Mahk Jchi (Heartbeat Drum Song)" (Pura Fé) – 4:17
  - 歌唱：Ulali
3. ゴースト・ダンス "Ghost Dance" (Robbie Robertson, J. Wilson) – 5:12
4. バニシング・ブリード "The Vanishing Breed" (R. Robertson, Douglas Spotted Eagle) – 4:39
5. 神に召される日 "It Is a Good Day to Die" (R. Robertson) – 5:46
6. ゴールデン・フェザー "Golden Feather" (R. Robertson) – 5:22
7. アクァ・トゥタ "Akua Tuta" (Florent Vollant, Claude McKenzie) – 4:51
  - 歌唱：Kashtin
8. ワーズ・オブ・ファイア、ディーズ・オブ・ブラッド "Words of Fire, Deeds of Blood" (R. Robertson)– 4:52
9. チェロキー族の朝 "Cherokee Morning Song" (Arranged by Rita Coolidge, R. Robertson) – 2:58
  - 歌唱：リタ・クーリッジ、プリシラ・クーリッジ、ローラ・サッターフィールド
10. スキンウォーカー "Skinwalker" (R. Robertson, Patrick Leonard) – 5:56
11. アンセスター・ソング "Ancestor Song" (Traditional) – 2:54
  - 歌唱：Ulali, The Silvercloud Singers
12. ツイステッド・ヘアー "Twisted Hair" (J. Wilson) – 3:23

## 参加ミュージシャン
- ロビー・ロバートソン - ギター(on #1, #4, #5, #6, #7, #10)、キーボード(on #2, #3, #5, #6, #8, #9)、ボーカル(on #3, #5, #6, #8, #10)、ヴォイス(on #12)
- Ulali - ボーカル(on #2, #11)
- Kashtin - ボーカル(on #7)
- リタ・クーリッジ - ボーカル(#9)、バックグラウンド・ボーカル(on #3, #4, #5, #6, #8, #10)
- プリシラ・クーリッジ - ボーカル(#9)、バックグラウンド・ボーカル(on #3, #4, #5, #6, #8, #10)
- ローラ・サッターフィールド - ボーカル(#9)、バックグラウンド・ボーカル(on #3, #4, #5, #6, #8, #10)
- ザ・シルヴァークラウド・シンガーズ - ボーカル(on #11)
- ビル・ディロン - ギター(on #1, #2, #3, #4, #5, #6, #8, #9, #10)、チェンバレン(on #1)、Guitorgan (on#2, #9)、ベース(on #2, #4, #5, #6, #8)、6弦ベース(on #4)、オムニコード(#9)
- レジーン・ブーチャード - ギター(on #7)
- ジェフ・スモールウッド - アコースティック・ギター(on #7)
- ジム・ウィルソン - プログラミング(on #1, #3, #12)
- デイヴ・ピッケル - プログラミング(on #1)
- Elodie Lauten - キーボード(on #3)
- ダグラス・スポッテッド・イーグル（英語版） - キーボード(on #4)、プログラミング(on #4)、フルート(on #4)
- パトリック・レナード - キーボード(on #10)、オルガン(on #10)、プログラミング(on #10)
- トニー・グリーン - ベース(on #3, #10)
- ピエール・デュシェーヌ - ベース(on #7)
- Sal Fararas - ドラムス(on #1)
- Benito Concha - ドラムス(on #2)
- セバスチャン・ロバートソン - ドラムス(on #5, #6, #8, #10)
- デニス・トーピン - ドラムス(on #7)、イントロ・ボーカル(on #3)
- アレックス・アクーニャ - パーカッション(on #1, #2, #4, #5, #6, #8, #9, #10, #11)
- ジョン・バートリット - パーカッション(on #3)
- ダニエル・ジーン - アルト・ヴァイオリン(on #7)
- ボニー・ジョー・ハント - ボーカル(on #12)
- デルフィーヌ・ロバートソン - バックグラウンド・ボーカル(on #1)
- クロード・ペレッター - バックグラウンド・ボーカル(on #7)